# Grand Portage (Minnesota)
Grand Portage es un territorio no organizado ubicado en el condado de Cook en el estado estadounidense de Minnesota. En el Censo de 2010 tenía una población de 565 habitantes y una densidad poblacional de 1,13 personas por km².

## Geografía
Grand Portage se encuentra ubicado en las coordenadas 47°57′10″N 89°39′36″O / 47.95278, -89.66000. Según la Oficina del Censo de los Estados Unidos, Grand Portage tiene una superficie total de 499.02 km², de la cual 192.57 km² corresponden a tierra firme y 306.45 km² (61.41 %) es agua.

## Demografía
Según el censo de 2010, había 565 personas residiendo en Grand Portage. La densidad de población era de 1,13 hab./km². De los 565 habitantes, Grand Portage estaba compuesto por el 26.9 % blancos, el 1.06 % eran afroamericanos, el 67.61 % eran amerindios, el 2.12 % eran asiáticos, el 0 % eran isleños del Pacífico, el 0.18 % eran de otras razas y el 2.12 % pertenecían a dos o más razas. Del total de la población el 0.88 % eran hispanos o latinos de cualquier raza.